# John Astin
John Allen Astin (Baltimore, 30 maart 1930) is een Amerikaans acteur. 
Astin speelde in 148 films en televisieseries, maar is vooral bekend door zijn rollen als Gomez Addams in The Addams Family en Commandant Matthey Sherman in Operation Petticoat. 
Astin was een eerste maal gehuwd met Suzanne Hahn met wie hij drie zonen kreeg: David, Allen en Tom. In 1972 huwde hij Patty Duke en adopteerde haar pasgeboren zoontje Sean. Samen kregen ze nog een zoon, Mackenzie. Dit huwelijk duurde 13 jaar.